# کانتون اوئکییاس
کانتون اوئکییاس (به اسپانیایی: Cantón Huaquillas) یک منطقهٔ مسکونی در اکوادور است که در استان ال اورو واقع شده‌است.